# Боццано, Эмилио
Эмилио Боццано (итал. Emilio Bozzano; 14 января 1840 года, Генуя, королевство Сардиния — 2 мая 1918 года, Генуя, Королевство Италия) — итальянский композитор, дирижёр и органист.

## Биография
Эмилио Боццано родился 14 января 1840 года в Генуе, в королевстве Сардиния. В 4 года научился игре на фортепиано. В 8 лет дал первый концерт в театре Дориа в родном городе. Выступление имело успех у публики. В это же время он написал несколько песен для вокала и фортепиано. Продолжил обучение под руководством Карло Андреа Гамбини. С 1850 года служил органистом в нескольких храмах Генуи. В 1861 году сочинил «Мессу» из сорока частей для церкви Богоматери Ремедийской. Произведение было благосклонно принято публикой и критиками, назвавших молодого композитора одним из самых перспективных итальянских музыкантов.
В 1861 году, завершив музыкальное образование, при поддержке мецената и меломана Конрада Брайтвейзера де Ламберта, совершил путешествие по Германии. В последующие годы совершенствовал исполнительское мастерство и знания в композиции. 8 января 1871 года, вместе с другими музыкантами из Генуи, выступил на сцене зала Сивори-ди-Дженова в концерте, организованном в честь первого столетнего юбилея со дня рождения композитора Людвига ван Бетховена.
20 июня 1872 года в театре Дориа в Генуе была поставлена его первая опера «Цыганское варенье» (итал. Djem la zingara) по либретто Джузеппе Перозио. Премьера прошла с успехом. В местной прессе сочинение получило хорошие рецензии критиков. В Генуе в театре Политеама 20 мая 1877 года была поставлена вторая опера композитора «Бенвенуто Челлини» (итал. Benvenuto Cellini) по либретто всё того же Джузеппе Перозио, которая также имела успех. Благосклонно были приняты критикой и симфонические произведения композитора — «Иллюстрации III и V песен Ада Данте» (итал. Illustrazione del III e del V canto dell'Inferno di Dante) для голоса, фортепиано и струнных, премьера которой состоялась в Генуе в 1874 году и в театре Кастелли ди Алилано в декабре 1875 года, и «Новара-Рим» (итал. Novara-Roma) для хора, оркестра, двух голосов и духовых инструментов, впервые прозвучавшая в театре Дориа 24 января 1878 года.
Вскоре после этого, Эмилио Боццано был принят на место концертмейстера и дирижёра в театры Карло Феличе и Политеама в Генуе и возглавил Оркестровое общество. Парез на левой руке, который композитор получил в последние годы жизни, вынудил его оставить концертную деятельность.
Он посвятил себя педагогической деятельности. Преподавал гармонию, игру на органе и основы церковной музыки в институте для слепых, в чьих архивах хранились многие рукописи его композиций, утраченные во время Второй мировой войны. Среди его учеников был композитор Луиджи Кортезе.
Эмилио Боццано умер 2 мая 1918 года в Генуе, в королевстве Италия.

## Творческое наследие
Творческое наследие композитора включает 2 оперы, 2 симфонии и более 300 сочинений церковной и камерной музыки, в том числе транскрибированные для фортепиано партии из опер «Рюи Блаз» Филиппо Маркетти, «Джоконда» Амилькаре Понкьелли и «Роберт Дьявол» Джакомо Мейербера.